# Miss USA 2006
A 55ª edição do concurso Miss USA foi realizada no 1st Mariner Arena, em Baltimore, Maryland, no dia 21 de abril de 2006. Cinquenta e uma candidatas disputaram o título, vencido por Tara Conner, do Kentucky. Conner foi coroada pela antecessora, Chelsea Cooley, da Carolina do Norte.
Esta foi a segunda vez consecutiva que o concurso foi realizado em Baltimore. Desta vez, a sede foi movida do Hippodrome Theater para o amplo 1st Mariner Arena. As candidatas desembarcaram na cidade em 2 de abril de 2006 e estiveram envolvidas em duas semanas de atividades, eventos e competições preliminares antes da final. Essa programação incluiu uma viagem à Cidade de Nova Iorque para atender ao lançamento do livro The Miss Universe Guide to Beauty e aparições no The Early Show, Regis and Kathy e Total Request Live.
Nancy O'Dell apresentou o certame pela terceira vez enquanto Drew Lachey exerceu essa função pela primeira vez. Carson Kressley, de Queer Eye for the Straight Guy, também estreou na função de comentarista do concurso. A final do Miss USA 2006, exibida pela NBC, registrou a segunda pior audiência da história do certame, registrando 7,77 milhões de telespectadores.

## Resultados
| Resultado final | Candidata |
| --------------- | --- |
| Miss USA 2006   | - Kentucky - Tara Conner |

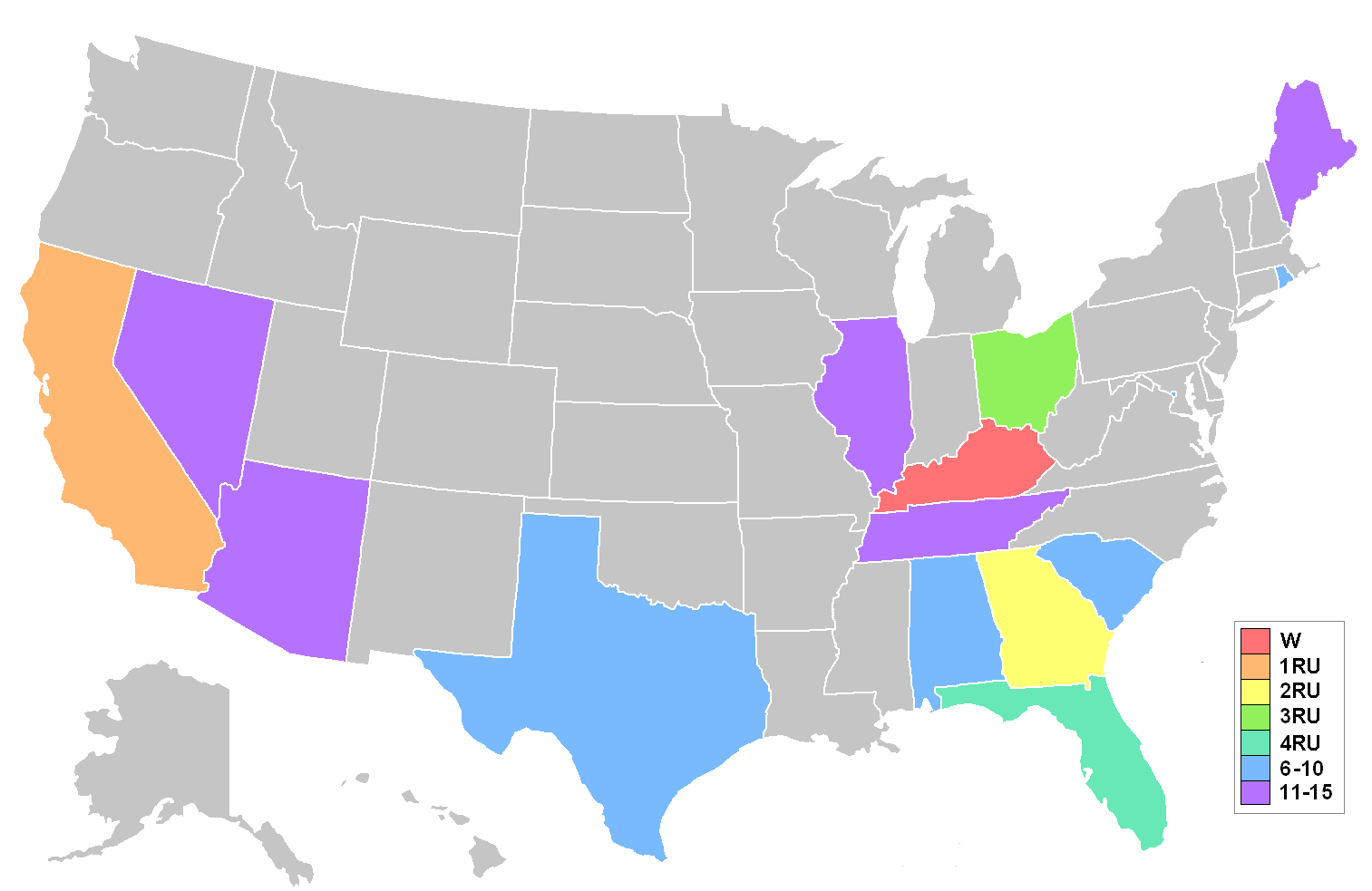
Mapa mostrando as classificações por Estado

| 2ª colocada     | - Califórnia - Tamiko Nash |
| 3ª colocada     | - Geórgia - Lisa Wilson |
| 4ª colocada     | - Ohio - Stacy Offenberger |
| 5ª colocada     | - Flórida - Cristin Duren |
| Top 10          | - Alabama - Haleigh Stidham - Distrito de Columbia - Candace Allen - Rhode Island - Leeann Tingley - Carolina do Sul - Lacie Lybrand - Texas - Lauren Lanning |
| Top 15          | - Arizona - Brenna Sakas - Illinois - Catherine Warren - Maine - Katee Stearns - Nevada - Lauren Scyphers - Tennessee - Lauren Grissom                        |

### Premiações especiais
- Miss Simpatia – Dottie Cannon (Minnesota)
- Miss Fotogenia – Cristin Duren (Flórida)

## Candidatas
| - Alabama – Haleigh Stidham - Alasca – Noelle Meyer - Arizona – Brenna Sakas - Arcansas – Kimberly Forsyth - Califórnia – Tamiko Nash - Colorado – Jacqueline Madera - Connecticut – Jeannine Phillips - Delaware – Ashlee Greenwell - Distrito de Columbia – Candace Allen - Flórida – Cristin Duren - Geórgia – Lisa Wilson - Havaí – Radasha Ho'ohuli - Idaho – Allyson Swan - Illinois – Catherine Warren - Indiana – Bridget Bobel - Iowa – Sarah Corpstein - Cansas – Ashley Aull - Kentucky – Tara Conner - Luisiana – Christina Cuenca - Maine – Katee Stearns - Maryland – Melissa DiGiulian - Massachusetts – Tiffany Kelly - Michigan – Danelle Gay - Minnesota – Dottie Cannon - Mississippi – Kendra King - Missouri – Kristi Capel | - Montana – Jill McLain - Nebrasca – Emily Poeschl - Nevada – Lauren Scyphers - Nova Hampshire – Krystal Barry - Nova Jérsei – Jessica Boyington - Novo México – Onawa Lacy - Nova York – Adriana Diaz - Carolina do Norte – Samantha Holvey - Dacota do Norte – Kimberly Krueger - Ohio – Stacy Offenberger - Oklahoma – Robyn Watkins - Oregon – Allison Machado - Pensilvânia – Tanya Lehman - Rhode Island – Leeann Tingley - Carolina do Sul – Lacie Lybrand - Dacota do Sul – Alexis LeVan - Tennessee – Lauren Grissom - Texas – Lauren Lanning - Utah – Soben Huon - Vermont – Amanda Gilman - Virginia – Amber Copley - Washington – Tiffany Doorn - Virgínia Ocidental – Jessica Wedge - Wisconsin – Anna Piscitello - Wyoming – Kristin George |  |

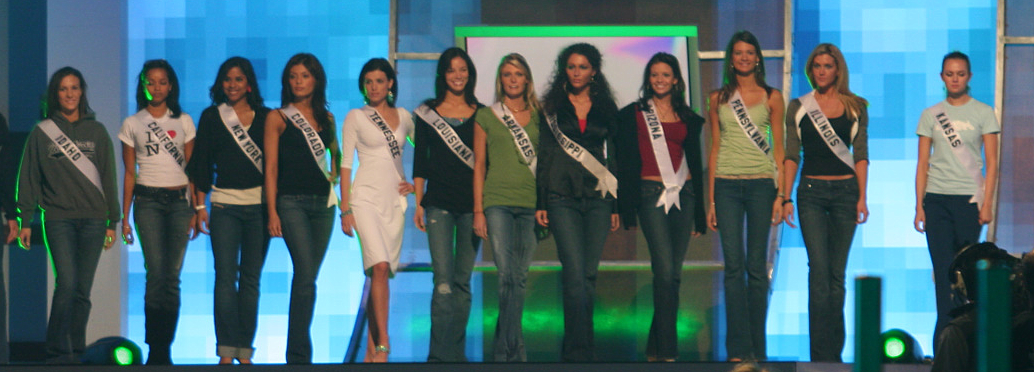
Candidatas durante ensaios do concurso

## Jurados
| - Jeff Kimbell – empresário - Kerry Cavanaugh – cosmeticista - Natasha O'Dell – produtora de TV - Valerie Boyce – agente da Trump Model Management. - Arnold Williams – empresário - Robb Merrit – empresário - Rhona Gaff – Vice-presidente da Trump Organization | - Jillian Barberie – atriz e repórter de entretenimento - Donny Deutsch – executivo e apresentador de TV - Gina Drosos - executiva da Procter & Gamble - Steve Madden – empresário - Nicole Linkletter – modelo que venceu o ciclo 5 do America's Next Top Model. - Donald Trump Jr. – Vice-presidente executivo da Trump Organization - James Hyde – ator da novela Passions - Hines Ward – wide receiver do Pittsburgh Steelers - Chad Hedrick – skatista |

## Pré-especial do concurso

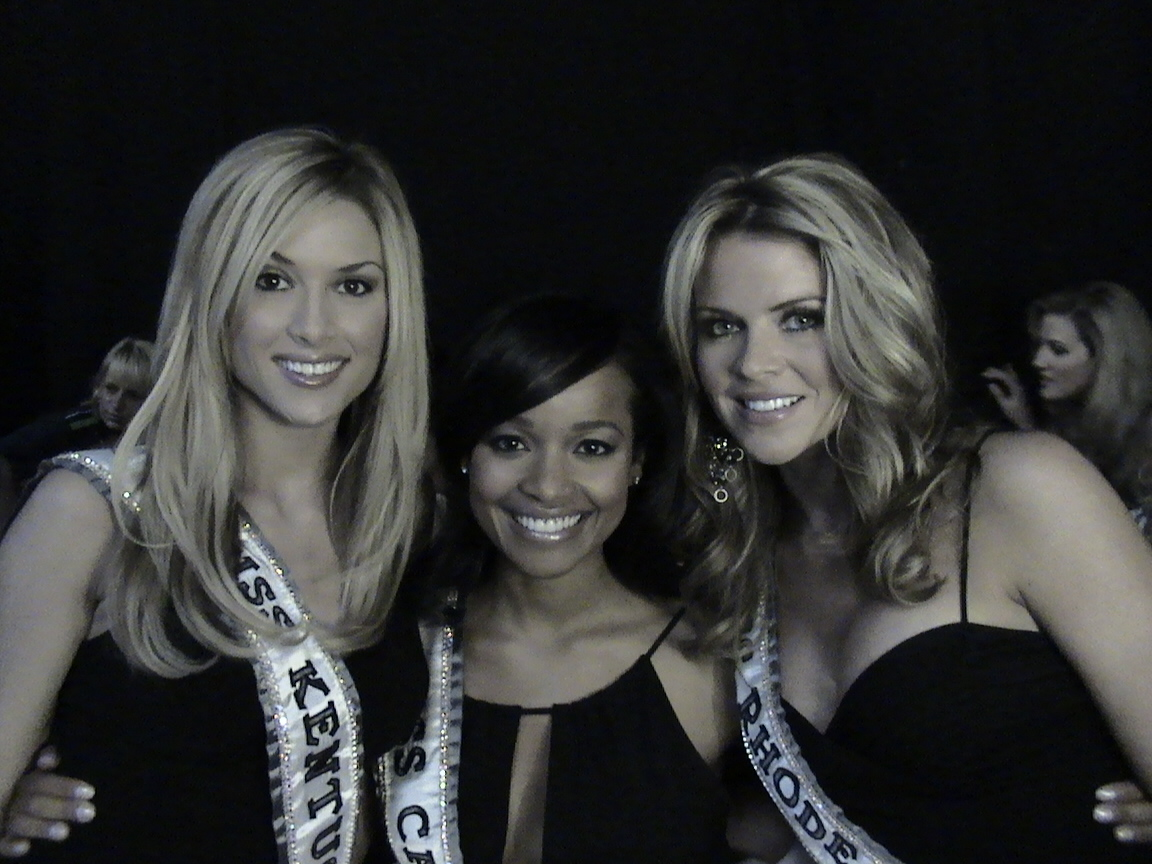
Tara Conner, Tamiko Nash e Leeann Tingley em intervalo da gravação do Deal or No Deal

Uma edição especial do Deal or No Deal foi ao ar no dia 12 de abril na própria NBC. Esse episódio incluiu a Miss USA 2005, Chelsea Cooley, e 26 candidatas estaduais que substituíram as modelos regulares das malas de dinheiro: Haleigh Stidham (AL), Kimberly Forsyth (AR), Tamiko Nash (CA), Jeannine Phillips (CT), Ashlee Greenwell (DE), Cristin Duren (FL), Catherine Warren (IL), Bridget Bobel (IN), Tara Conner (KY), Christina Cuenca (LA), Katee Stearns (ME), Tiffany Kelly (MA), Danelle Gay (MI), Dottie Cannon, (MN), Kristi Capel (MO), Lauren Scyphers (NV), Jessica Boyington (NJ), Onawa Lacy (NM), Samantha Holvey (NC), Kimberly Krueger (ND), Tanya Lehman (PA), Leeann Tingley (RI), Lacie Lybrand (SC), Soben Huon (UT), Amber Copley (VA), Jessica Wedge (WV).
Allison Machado (OR) serviu de intermediária.